# 若林宏治
若林 宏治（わかばやし こうじ、1981年1月7日生）は、長野県出身の俳優。血液型はA型。特技はテニス、趣味は映画鑑賞、舞台鑑賞、スポーツ、洋服を買うこと。

## 出演

### テレビ
TBS
- きらきら研修医第9話

### 映画
- IKUROS － 小野寺真木 役（留田育郎監督）
- 白紳士 － 白紳士 役（留田育郎監督）

### 舞台
- マッチ売りの少女
- そして誰もいなくなった － ロンバート 役
- ラブソングス － 良行 役
- ラ・ボエーム － ベノア&アルチンドロ 役
- 夏のバッキャロー!! － 尾崎　浩 役
- 蒼い月への扉 － 卯月 役
- 白い月への扉 － 角宿 役
- こんぱす － 千屋寅之助　役
- SPY － 古高俊太郎　役

### CM
- 東武動物公園 カワセミ
- ASUS Eee PC

### モデル
- アクティブじゃらん8月上旬号
- リラックスじゃらん10月下旬号
- リラックスじゃらん11月下旬号

### イベント
- しながわ宿場まつり　路上パフォーマンス“新撰組”
- 世田谷・萩　幕末維新祭り　幕末野外劇“草莽”

### その他
- 音楽ライブ多数参加、ライブMC多数